# Prays citri
La tignola degli agrumi (Prays citri Millière, 1873), nota anche come tignola della zagara o verme della zagara, è un lepidottero appartenente alla famiglia Praydidae. Specie fitofaga associata agli agrumi, rappresenta un'avversità di questa coltivazione.

## Descrizione
Il bruco è inizialmente biancastro, vira al verdastro e infine acquista un colore bruno. Raggiunge una dimensione massima di 7mm di lunghezza.
La pupa è all'interno di un delicato bozzolo semitrasparente.
Gli adulti sono di piccola taglia, con un'apertura alare di 8-12 mm. Sono di colore grigio con varie macchie scure di dimensioni irregolari. Le ali posteriori sono frangiate.

## Biologia
Prays citri depone le uova nei boccioli fiorali, da esse emergono le larve (bruchi) che passano tutte le fasi del loro sviluppo negli stessi boccioli, nutrendosi di essi.
Nelle aree mediterranee può raggiungere 10-12 generazioni all'anno.

## Distribuzione e habitat
Prays citri è di origine asiatica ma il suo attuale areale comprende il bacino del Mediterraneo (dove è diffusa soprattutto in Spagna, Medio Oriente e Nord Africa), Sud Africa, India, Sud-Est asiatico, Australia, Samoa e Figi. La specie è assente nelle Americhe.

## Danni alle colture
Prays citri è considerato un parassita agricolo poiché le larve si nutrono dei fiori (antofagia) di varie specie Citrus, preferibilmente Citrus limonum (limone), Citrus aurantiifolia (lime), Citrus maxima (pomelo) e Citrus aurantium (arancio amaro).
Le larve perforano i petali del fiore, penetrandolo e nutrendosi di esso; una volta all'interno del fiore, attaccano l'ovaio o i frutti appena allegati, provocandone la caduta e la perdita. Si può capire che il danno alla fioritura è stato causato da questo parassita dai fili di seta prodotti dalle larve e presenti sui fiori essiccati.

### Lotta biologica
La lotta biologica al Prays citri viene fatta utilizzando Bacillus thuringiensis.